# Quyền Anh tại Đại hội Thể thao châu Á 2018
Quyền Anh tại Đại hội Thể thao châu Á 2018 sẽ được tổ chức tại Hội trường Triển lãm Quốc tế Jakarta C3, C1 và C2, Jakarta, Indonesia từ ngày 24 tháng 8 đến ngày 1 tháng 9 năm 2018.

## Các quốc gia đang tham dự
| - Afghanistan (4) - Bhutan (7) - Trung Quốc (10) - Đài Bắc Trung Hoa (6) - Đông Timor (5) - Ấn Độ (10) - Indonesia (10) - Iran (3) - Iraq (4) - Nhật Bản (8) - Jordan (4) - Kazakhstan (11) - Kyrgyzstan (10) - Lào (4) - Ma Cao (1) - Malaysia (1) | - Mông Cổ (10) - Nepal (8) - Pakistan (8) - Philippines (10) - CHDCND Triều Tiên (8) - Qatar (3) - Hàn Quốc (10) - Sri Lanka (6) - Syria (4) - Tajikistan (7) - Thái Lan (10) - Turkmenistan (7) - UAE (4) - Uzbekistan (11) - Việt Nam (6) |

## Danh sách huy chương

### Bảng huy chương
| 1         | Uzbekistan        | 5  | 2  | 0  | 7  |
| 2         | Trung Quốc        | 2  | 0  | 3  | 5  |
| 3         | Mông Cổ           | 1  | 1  | 0  | 2  |
| 4         | Ấn Độ             | 1  | 0  | 1  | 2  |
| 5         | Hàn Quốc          | 1  | 0  | 0  | 1  |
| 6         | CHDCND Triều Tiên | 0  | 3  | 1  | 4  |
| 7         | Kazakhstan        | 0  | 2  | 1  | 4  |
| 8         | Thái Lan          | 0  | 1  | 4  | 5  |
| 9         | Philippines       | 0  | 1  | 2  | 3  |
| 10        | Đài Bắc Trung Hoa | 0  | 0  | 2  | 2  |
| 10        | Indonesia         | 0  | 0  | 2  | 2  |
| 12        | Nhật Bản          | 0  | 0  | 1  | 1  |
| 12        | Jordan            | 0  | 0  | 1  | 1  |
| 12        | Kyrgyzstan        | 0  | 0  | 1  | 1  |
| 12        | Việt Nam          | 0  | 0  | 1  | 1  |
| Tổng cộng | Tổng cộng         | 10 | 10 | 20 | 40 |

### Danh sách huy chương

#### Nam
| Nội dung                   | Vàng                                  | Bạc                                | Đồng                              |
| -------------------------- | ------------------------------------- | ---------------------------------- | --------------------------------- |
| Light flyweight (49 kg)    | Amit Panghal · Ấn Độ                  | Hasanboy Dusmatov · Uzbekistan     | Ngô Trung Lâm · Trung Quốc        |
| Light flyweight (49 kg)    | Amit Panghal · Ấn Độ                  | Hasanboy Dusmatov · Uzbekistan     | Carlo Paalam · Philippines        |
| Flyweight (52 kg)          | Jasurbek Latipov · Uzbekistan         | Rogen Ladon · Philippines          | Azat Usenaliev · Kyrgyzstan       |
| Flyweight (52 kg)          | Jasurbek Latipov · Uzbekistan         | Rogen Ladon · Philippines          | Yuttapong Tongdee · Thái Lan      |
| Bantamweight (56 kg)       | Mirzakhalilov Mirazizbek · Uzbekistan | Jo Hyo Nam · CHDCND Triều Tiên     | Từ Bá Tường · Trung Quốc          |
| Bantamweight (56 kg)       | Mirzakhalilov Mirazizbek · Uzbekistan | Jo Hyo Nam · CHDCND Triều Tiên     | Sunan Agung Amoragam · Indonesia  |
| Lightweight (60 kg)        | Tsenbaatar Erdenebat · Mông Cổ        | Shunkor Abdurasulov · Uzbekistan   | Rujakran Juntrong · Thái Lan      |
| Lightweight (60 kg)        | Tsenbaatar Erdenebat · Mông Cổ        | Shunkor Abdurasulov · Uzbekistan   | Quân Sơn · Trung Quốc             |
| Light welterweight (64 kg) | Ikboljon Kholdarov · Uzbekistan       | Chinzorig Baatarsukh · Mông Cổ     | Narimatsu Daisuke · Nhật Bản      |
| Light welterweight (64 kg) | Ikboljon Kholdarov · Uzbekistan       | Chinzorig Baatarsukh · Mông Cổ     | Masuk Wuttichai · Thái Lan        |
| Welterweight (69 kg)       | Bobousmon Baturov · Uzbekistan        | Aslanbek Shymbergenov · Kazakhstan | Zeyad Eashash · Jordan            |
| Welterweight (69 kg)       | Bobousmon Baturov · Uzbekistan        | Aslanbek Shymbergenov · Kazakhstan | Saylom Ardee · Thái Lan           |
| Middleweight (75 kg)       | Israil Madrimov · Uzbekistan          | Abilkhan Amankul · Kazakhstan      | Vikas Krishan · Ấn Độ             |
| Middleweight (75 kg)       | Israil Madrimov · Uzbekistan          | Abilkhan Amankul · Kazakhstan      | Eumir Felix Marcial · Philippines |

#### Nữ
| Nội dung             | Vàng                     | Bạc                              | Đồng                               |
| -------------------- | ------------------------ | -------------------------------- | ---------------------------------- |
| Flyweight (51 kg)    | Trương Viên · Trung Quốc | Pang Chol-mi · CHDCND Triều Tiên | Lâm Vũ Đình · Đài Bắc Trung Hoa    |
| Flyweight (51 kg)    | Trương Viên · Trung Quốc | Pang Chol-mi · CHDCND Triều Tiên | Nguyễn Thị Tâm · Việt Nam          |
| Bantamweight (57 kg) | Ân Quân Hoa · Trung Quốc | Jo Son-hwa · CHDCND Triều Tiên   | Hoàng Tiểu Văn · Đài Bắc Trung Hoa |
| Bantamweight (57 kg) | Ân Quân Hoa · Trung Quốc | Jo Son-hwa · CHDCND Triều Tiên   | Nilawan Techasuep · Thái Lan       |
| Lightweight (60 kg)  | Oh Yeon-ji · Hàn Quốc    | Sudaporn Seesondee · Thái Lan    | Huswatun Hasanah · Indonesia       |
| Lightweight (60 kg)  | Oh Yeon-ji · Hàn Quốc    | Sudaporn Seesondee · Thái Lan    | Choi Hye-song · CHDCND Triều Tiên  |